# Toledo (Oregon)
Toledo é uma cidade localizada no estado norte-americano de Oregon, no Condado de Lincoln.

## Demografia
Segundo o censo norte-americano de 2000, a sua população era de 3472 habitantes.
Em 2006, foi estimada uma população de 3405, um decréscimo de 67 (-1.9%).

## Geografia
De acordo com o United States Census Bureau tem uma área de
6,0 km², dos quais 5,6 km² cobertos por terra e 0,4 km² cobertos por água.

## Localidades na vizinhança
O diagrama seguinte representa as localidades num raio de 32 km ao redor de Toledo.